# Cinfães
Cinfães (sĩ'fɐ̃ĩʃ) è un comune portoghese di 20 427 abitanti situato nel distretto di Viseu.

## Società

### Evoluzione demografica
| Popolazione di Cinfães (1801 – 2004) | Popolazione di Cinfães (1801 – 2004) | Popolazione di Cinfães (1801 – 2004) | Popolazione di Cinfães (1801 – 2004) | Popolazione di Cinfães (1801 – 2004) | Popolazione di Cinfães (1801 – 2004) | Popolazione di Cinfães (1801 – 2004) | Popolazione di Cinfães (1801 – 2004) | Popolazione di Cinfães (1801 – 2004) |
| ------------------------------------ | ------------------------------------ | ------------------------------------ | ------------------------------------ | ------------------------------------ | ------------------------------------ | ------------------------------------ | ------------------------------------ | ------------------------------------ |
| 1801                                 | 1849                                 | 1900                                 | 1930                                 | 1960                                 | 1981                                 | 1991                                 | 2001                                 | 2004                                 |
| 2687                                 | 7125                                 | 25631                                | 30080                                | 29757                                | 25619                                | 23489                                | 22424                                | 21318                                |

## Freguesias
- Alhões, Bustelo, Gralheira e Ramires
- Cinfães
- Espadanedo
- Ferreiros de Tendais
- Fornelos
- Moimenta
- Nespereira
- Oliveira do Douro
- Santiago de Piães
- São Cristóvão de Nogueira
- Souselo
- Tarouquela
- Tendais
- Travanca